# Llista de doctors honoris causa per la Universitat de Múrcia
Llista de persones investides com a doctors honoris causa per la Universitat de Múrcia (actualitzada a novembre de 2016).
- Narciso García Yepes (1977)
- Rafael Méndez Martínez (1982)
- Joan Miró (1983; no va arribar a ser investit)
- Luis Federico Valenciano Gayá (1983)
- Emeterio Cuadrado Díaz (1985)
- José María Jover Zamora (1985)
- Jorge Luis Borges (1985; no va arribar a ser investit)
- Alfonso Escámez López (1987)
- Luna B. Leopold (1988)
- Hannu Vuori (1989)
- Arthur C. Guyton (1989)
- Gonzalo Sobejano (1989)
- Ernesto Sábato (1989)
- Manuel Alvar López (1994)
- Francisco Rabal Valera (1995)
- Mario Vargas Llosa (1995)
- Federico Mayor Zaragoza (1997)
- Ramón Gaya Pomés (1999)
- Yassir Arafat (1999; no va arribar a ser investit)
- José Luis Pinillos Díaz (2002)
- Valentí Fuster Carulla (2002)
- Antonio Truyol y Serra (2004; in memoriam)
- Margarita Salas Falgueras (2003)
- Alfonso Ortega Carmona (2004)
- Pedro Cano Hernández (2005)
- John B. Thornes (2006)
- Jacob Iasha Sznajder (2007)
- Alfredo Montoya Melgar (2008)
- Antonio Campillo Párraga (2008)
- Manuel Albaladejo García (2009)
- Alan Kay (2010)
- José Manuel Sánchez-Vizcaíno (2010)
- Thomas D. Wilson (2010)
- Carmelo Lisón Tolosana (2011)
- Ramón Martín Mateo (2012)
- Manfredo Perdigão do Carmo (2012)
- Rafael Carmena Rodríguez (2012)
- George Jeffery Leigh (2013)
- Michael F. Lappert (2013)
- Antonio López García (2014)
- Claudio Magris (2014)
- José Plácido Domingo Embil (2014)
- Saskia Sassen (2014)
- Leonard I. Zon (2015)
- Margarita Lozano (2015)
- Adela Cortina Orts (2016)

## Font
- Llista de doctors i doctores honoris causa a la web de la Universitat de Múrcia Arxivat 2009-09-06 a Wayback Machine.